# Juan Rocasolano Camacho
Juan Rocasolano Camacho (Madrid, 27 de març de 1913 - Madrid, 3 d'agost de 1992) fou un jugador de futbol madrileny de les dècades de 1930 i 1940.

## Trajectòria
Fou conegut com a Rocasolano II ja que el seu germà Blas Rocasolano I també fou futbolista. Jugà a la Cultural y Deportiva Leonesa la temporada 1931-32, passant al Real Betis Balompié la següent, club amb el qual debutà a primera divisió. A continuación jugà a diversos clubs modestos, entre ells a l'EC Granollers durant la Guerra Civil. La temporada 1939-40 jugà al Real Murcia CF, club amb el qual fou campió de Segona Divisió. La següent temporada fitxà pel FC Barcelona. Debutà amb el club català en un partit davant l'Athletic Club que acabà amb el resultat de 7-5, on Rocasolano marcà un gol. En acabar la temporada fitxà pel CE Constància i acabà la seva carrera a la SD Ponferradina, on es retirà el 1945 i en fou entrenador el 1948.
Era besoncle de Letizia Ortiz.
Va morir l'any 1953 a Madrid als 40 anys.

## Palmarès
Real Murcia CF
- Segona divisió espanyola de futbol: 1939-40